# Šimanov
Šimanov település Csehországban, a Jihlavai járásban. Šimanov Kalhov, Vyskytná nad Jihlavou, Zbilidy, Větrný Jeníkov és Ústí településekkel határos. Lakosainak száma 228 fő (2024. január 1.).

## Népesség
A település lakosságának változását az alábbi diagram mutatja:
| Lakosok száma | 517  | 434  | 440  | 287  | 206  | 203  | 213  | 209  | 215  | 228  |
|               | 1869 | 1900 | 1921 | 1961 | 1980 | 2011 | 2016 | 2019 | 2021 | 2024 |